# Kategoria Superiore 2023/24
Die Kategoria Superiore 2023/24 (offizielle ausgetragen als Abissnet Superiore) war die 85. Spielzeit der höchsten albanischen Spielklasse im Männerfußball. Sie begann am 26. August 2023 und endete am 11. Mai 2024. Im Anschluss fanden die Play-off-Spiele statt, in dem die besten vier Teams der regulären Runde den Meister ausspielten.
Titelverteidiger war FK Partizani Tirana. Aufgestiegen waren KF Skënderbeu Korça und KS Dinamo Tirana, die die abgestiegenen Vereine KS Bylis Ballsh und KS Kastrioti Kruja ersetzten.
Am 11. November brach Torschützenkönig Raphael Dwamena während eines Heimspiels des Tabellenführers KS Egnatia Rrogozhina gegen FK Partizani Tirana zusammen und verstarb anschließend.

## Modus
Die zehn Vereine spielten im Verlauf der Saison an 36 Spieltagen viermal gegeneinander, zweimal zu Hause und zweimal auswärts. Die letzten zwei Teams stiegen am Saisonende direkt in die Kategoria e parë. Der Achtplatzierte spielte in der Relegation um den Klassenerhalt. Seit dieser Saison spielten die vier besten Mannschaften in zwei Runden nach der Saison in einem Miniturnier den Meister und die drei weiteren Platzierungen aus. Bei einem Unentschieden entschied die bessere Platzierung in der regulären Saison über den Sieger.

## Vereine
| Logo                       | Verein                | Stadt      | Stadion                              |
| -------------------------- | --------------------- | ---------- | ------------------------------------ |
| Logo FK Egnatia Rrogozhina | KS Egnatia Rrogozhina | Rrogozhina | Arena Egnatia                        |
| Logo Partizani Tirana      | FK Partizani Tirana   | Tirana     | Kompleksi Partizani (Arena e Demave) |
| Logo KF Tirana             | KF Tirana             | Tirana     | Selman-Stërmasi-Stadion              |
| Logo Kukësi                | FK Kukësi             | Kukës      | Zeqir-Ymeri-Stadion                  |
| Logo Teuta Durrës          | KS Teuta Durrës       | Durrës     | Niko-Dovana-Stadion                  |
| Logo Erzeni Shijak         | KF Erzeni Shijak      | Shijak     | Tofik-Jashari-Stadion                |
| Logo Laçi                  | KF Laçi               | Laç        | Laç-Stadion                          |
| Logo FK Vllaznia Shkodra   | KS Vllaznia Shkodra   | Shkodra    | Loro-Boriçi-Stadion                  |
| Logo Dinamo City           | Dinamo City           | Tirana     | Selman-Stërmasi-Stadion              |
| Logo Skënderbeu Korça      | KF Skënderbeu Korça   | Korça      | Skënderbeu-Stadion                   |

## Statistiken

### Abschlusstabelle
| Pl. | Verein                    | Sp. | S  | U  | N  | Tore    | Diff. | Punkte |
| --- | ------------------------- | --- | -- | -- | -- | ------- | ----- | ------ |
| 1.  | KS Egnatia Rrogozhina (P) | 36  | 18 | 9  | 9  | 051:380 | +13   | 63     |
| 2.  | FK Partizani Tirana (M)   | 36  | 17 | 12 | 7  | 051:290 | +22   | 63     |
| 3.  | KS Vllaznia Shkodra       | 36  | 16 | 11 | 9  | 041:340 | +7    | 59     |
| 4.  | KF Skënderbeu Korça (N)   | 36  | 15 | 6  | 15 | 037:390 | −2    | 51     |
| 5.  | KF Tirana                 | 36  | 13 | 11 | 12 | 056:490 | +7    | 50     |
| 6.  | KS Teuta Durrës           | 36  | 13 | 11 | 12 | 036:350 | +1    | 50     |
| 7.  | Dinamo City (N)           | 36  | 13 | 8  | 15 | 042:430 | −1    | 47     |
| 8.  | KF Laçi                   | 36  | 10 | 16 | 10 | 037:310 | +6    | 46     |
| 9.  | KF Erzeni Shijak          | 36  | 7  | 11 | 18 | 029:570 | −28   | 32     |
| 10. | FK Kukësi                 | 36  | 6  | 9  | 21 | 031:560 | −25   | 27     |

Platzierungskriterien: 1. Punkte – 2. Direkter Vergleich (Punkte, Tordifferenz, geschossene Tore) – 3. Tordifferenz – 4. geschossene Tore

| (M) | amtierender albanischer Meister     |
| (P) | amtierender albanischer Pokalsieger |
| (N) | Neuaufsteiger                       |

### Kreuztabelle
| Spieltage 1–18   | Spieltage 1–18        | Spieltage 1–18     | Spieltage 1–18 | Spieltage 1–18 | Spieltage 1–18      | Spieltage 1–18        | Spieltage 1–18  | Spieltage 1–18 | Spieltage 1–18      | 2023/24               | Spieltage 19–36  | Spieltage 19–36       | Spieltage 19–36    | Spieltage 19–36 | Spieltage 19–36 | Spieltage 19–36     | Spieltage 19–36       | Spieltage 19–36 | Spieltage 19–36 | Spieltage 19–36     |
| Logo Dinamo City | FK Egnatia Rrogozhina | Logo Erzeni Shijak | FK Kukësi      | KF Laçi        | FK Partizani Tirana | Logo Skënderbeu Korça | KS Teuta Durrës | KF Tirana      | KS Vllaznia Shkodra | Verein                | Logo Dinamo City | FK Egnatia Rrogozhina | Logo Erzeni Shijak | FK Kukësi       | KF Laçi         | FK Partizani Tirana | Logo Skënderbeu Korça | KS Teuta Durrës | KF Tirana       | KS Vllaznia Shkodra |
| ---------------- | --------------------- | ------------------ | -------------- | -------------- | ------------------- | --------------------- | --------------- | -------------- | ------------------- | --------------------- | ---------------- | --------------------- | ------------------ | --------------- | --------------- | ------------------- | --------------------- | --------------- | --------------- | ------------------- |
|                  | 1:2                   | 1:0                | 2:1            | 2:0            | 1:3                 | 2:1                   | 2:3             | 2:3            | 1:1                 | Dinamo City           |                  | 0:1                   | 2:0                | 3:2             | 0:0             | 2:1                 | 2:0                   | 1:0             | 2:3             | 0:1                 |
| 3:0              |                       | 4:3                | 2:1            | 2:1            | 1:1                 | 0:1                   | 0:1             | 0:5            | 3:0                 | KS Egnatia Rrogozhina | 1:1              |                       | 3:2                | 1:0             | 0:0             | 2:1                 | 1:0                   | 0:0             | 0:3             | 0:1                 |
| 2:1              | 0:1                   |                    | 0:0            | 0:0            | 1:2                 | 1:2                   | 0:0             | 1:0            | 2:2                 | KF Erzeni Shijak      | 0:4              | 1:0                   |                    | 3:3             | 0:0             | 0:4                 | 0:3                   | 0:3             | 0:2             | 0:1                 |
| 0:0              | 0:4                   | 2:1                |                | 1:0            | 1:1                 | 2:2                   | 0:0             | 1:2            | 1:0                 | FK Kukësi             | 1:1              | 1:4                   | 1:2                |                 | 1:0             | 0:1                 | 0:2                   | 0:2             | 2:3             | 2:0                 |
| 0:1              | 0:2                   | 3:3                | 1:1            |                | 0:1                 | 2:0                   | 6:1             | 2:2            | 2:1                 | KF Laçi               | 1:1              | 1:2                   | 0:0                | 2:0             |                 | 1:0                 | 0:1                   | 1:1             | 1:0             | 1:1                 |
| 0:0              | 1:1                   | 1:2                | 4:3            | 1:0            |                     | 1:1                   | 1:1             | 2:1            | 4:1                 | FK Partizani Tirana   | 2:0              | 1:1                   | 4:0                | 3:0             | 1:2             |                     | 1:0                   | 1:0             | 2:1             | 0:0                 |
| 1:0              | 1:1                   | 1:0                | 0:1            | 0:1            | 1:0                 |                       | 3:1             | 1:1            | 0:2                 | KF Skënderbeu Korça   | 0:1              | 2:0                   | 1:0                | 1:0             | 1:1             | 1:0                 |                       | 0:1             | 0:0             | 0:1                 |
| 1:2              | 2:2                   | 0:1                | 0:0            | 1:1            | 0:1                 | 0:1                   |                 | 2:2            | 0:1                 | KS Teuta Durrës       | 1:0              | 1:0                   | 3:0                | 1:0             | 0:1             | 1:0                 | 3:0                   |                 | 2:2             | 0:0                 |
| 1:1              | 2:3                   | 0:1                | 3:2            | 0:3            | 1:1                 | 3:1                   | 2:0             |                | 0:1                 | KF Tirana             | 3:2              | 1:1                   | 1:1                | 1:0             | 1:1             | 1:2                 | 3:4                   | 1:2             |                 | 0:0                 |
| 3:1              | 0:2                   | 1:1                | 3:1            | 0:0            | 0:0                 | 5:0                   | 2:0             | 0:1            |                     | KS Vllaznia Shkodra   | 1:0              | 2:1                   | 1:1                | 1:0             | 1:2             | 1:1                 | 1:5                   | 2:1             | 3:1             |                     |

### Meisterrunde (Final 4)
Die Mannschaften auf den Plätzen eins bis vier bestimmten im K.-o.-System die Meisterschaft. Ursprünglich sollte es eine einfache Runde sein, aber später wurde das Format geändert und in das neue Reglament festgelegt. Die Spiele fanden vom 17. bis 26. Mai 2024 in Tirana statt.

#### Halbfinale
| Datum        |                       | Ergebnis  |                     |
| ------------ | --------------------- | --------- | ------------------- |
| 17. Mai 2024 | FK Partizani Tirana   | 1:0 (0:0) | KF Skënderbeu Korça |
| 19. Mai 2024 | KS Egnatia Rrogozhina | 00:0 1    | KS Vllaznia Shkodra |

#### Spiel um Platz 3
| Datum        |                     | Ergebnis |                     |
| ------------ | ------------------- | -------- | ------------------- |
| 24. Mai 2024 | KS Vllaznia Shkodra | 2:3      | KF Skënderbeu Korça |

#### Finale
| Datum        |                       | Ergebnis |                     |
| ------------ | --------------------- | -------- | ------------------- |
| 26. Mai 2024 | KS Egnatia Rrogozhina | 1:0      | FK Partizani Tirana |

#### Teilnahme am europäischen Wettbewerb
| Rang | Verein                |
| ---- | --------------------- |
| 1.   | KS Egnatia Rrogozhina |
| 2.   | FK Partizani Tirana   |
| 3.   | KF Skënderbeu Korça 1 |
| 4.   | KS Vllaznia Shkodra   |
| 5.   | KF Tirana             |

### Relegation
| Datum        |         | Ergebnis             |                     |
| ------------ | ------- | -------------------- | ------------------- |
| 19. Mai 2024 | KF Laçi | 3:1 n. V. (1:0, 1:1) | KS Flamurtari Vlora |

### Torschützenliste
| Pl. | Name               | Mannschaft            | Tore |
| --- | ------------------ | --------------------- | ---- |
| 01. | Bekim Balaj        | KS Vllaznia Shkodra   | 17   |
| 02. | Kristal Abazaj     | KF Tirana             | 11   |
| 03. | Florent Hasani     | KF Tirana             | 10   |
| 04. | Archange Bintsouka | FK Partizani Tirana   | 09   |
| 04. | Klejdi Daci        | KS Teuta Durrës       | 09   |
| 04. | Luis Kaçorri       | Dinamo City           | 09   |
| 04. | Nnamdi Ahanonu     | KF Skënderbeu Korça   | 09   |
| 04. | Raphael Dwamena †  | KS Egnatia Rrogozhina | 09   |
| 04. | Ronald Sobowale    | KF Laçi               | 09   |